# Ibrahim ibn Muhammad
Ibrahim ibn Muhammad (en árabe: إِبْرَاهِيم ٱبْن مُحَمَّد‎) fue el hijo del profeta islámico Mahoma y Maria al-Qibtiyya.

## Suceso del eclipse
En su libro "Al-Bidāya wa-n-Nihāya" Ibn Kathir menciona que Ibrahim murió el jueves 10 de Rabi' al-Awwal AH (27 de enero de 632), y en el mismo día después de su muerte, ocurrió un eclipse de Sol, por lo que la gente al momento comenzó a rumorear que Alá estaba mostrando su pésame al profeta eclipsando el sol. Mahoma, no queriendo que sus compañeros cayeran en fitna creyendo erróneamente que los fenómenos naturales fueran debidos a alguna divinidad como sucedía entre los paganos, se paró en la mezquita y dijo: "El sol y la luna no se eclipsan debido a la muerte o vida [nacimiento] de alguien. Cuando veáis un eclipse rogad e invocad a Alá".

## Enfermedad y muerte
La esposa de Mahoma, y madre de Ibrahim era una mujer egipcia, una cristiana copta enviada como regalo por Muqawqis, un oficial bizantino, a Mahoma en 628. Según Ibn Kathir, citando a Ibn Sa'd, nació el último mes del año 8 AH, que corresponde a marzo-abril del año 630 del calendario occidental. Estudiosos musulmanes como Al-Nasa'i y la colección de hadices Muslim Ibn Hajjaj mencionan que Al-Waqidi no es fiable ni digno de ser citado. El niño fue nombrado por Abraham (Ibrahim, en árabe) el patriarca bíblico venerado por judíos y cristianos y que la tradición musulmana trata de profeta. Ibrahim fue colocado al cuidado de una nodriza llamada Umm Sayf, esposa de Abu Sayf, el herrero, siguiendo la tradición árabe de la época, a quien Mahoma dio algunas cabras para complementar su suministro de leche. Cuando cayó enfermo lo trasladaron a un huerto de dátiles cerca de la residencia de su madre, bajo el cuidado de ella y su hermana Sirin. Cuando quedó claro que probablemente no sobreviviría, Mahoma fue informado. Su reacción a la noticia se describe como sigue:

"Estaba tan sorprendido por la noticia que sintió que sus rodillas no podían sostenerle, y le pidió a Abd al Rahman ibn Awf que le diera la mano para apoyarse. Se dirigió de inmediato al huerto y llegó a tiempo de despedirse del bebé que agonizaba en el regazo de su madre. El profeta Mahoma tomó al niño y lo acostó en su propio regazo mientras le estrechaba la mano. Su corazón estaba destrozado por la nueva tragedia, y su rostro reflejaba su dolor interior. Ahogado por el dolor, le dijo a su hijo: "Oh Ibrahim, contra el juicio de Dios, no podemos ofrecerte nada" y luego calló. Las lágrimas brotaron de sus ojos. El niño decayó gradualmente, y su madre y su tía miraban y lloraban incesantemente, y el profeta no les ordenó que se detuvieran. Cuando Ibrahim se rindió a la muerte, la esperanza del profeta Mahoma, que lo había consolado brevemente, se derrumbó por completo. Con lágrimas en los ojos, habló una vez más con el niño muerto: "Oh Ibrahim, si la verdad no fuera segura de que el último de nosotros se unirá al primero, te habríamos llorado aun más que ahora". Un momento después, dijo: "Los ojos envían sus lágrimas y el corazón se entristece, pero no decimos nada excepto lo que agrada a Nuestro Señor. De hecho, estamos desconsolados por tu partida".

## Entierro
Se cuenta que Mahoma dijo a Maria y Sirin que Ibrahim tendría su propia niñera en el Paraíso. Diferentes relatos cuentan que el gusl de Ibrahim fue realizado por Umm Burdah, o al-Fadl ibn ʿAbbas, en preparación para el entierro. Después, fue llevado al cementerio en un pequeño féretro por Mahoma, su tío al-ʿAbbas, y otros. Allí, después de una oración fúnebre dirigida por Mahoma, fue enterrado. Mahoma luego llenó con arena la fosa, roció un poco de agua sobre ella, y colocó un hito marcándola, diciendo que "Las lápidas no hacen ni bien ni mal, pero  ayudan a apaciguar a los vivos. Cualquier cosa que el hombre hace, Dios desea que la haga bien".

## Hermanos por parte de padre
- Qasim ibn Muhammad
- Abd-Alá ibn Muhammad
- Zainab bint Muhammad
- Ruqayyah bint Muhammad
- Umm Kulthum bint Muhammad
- Fatimah Zahra bint Muhammad